# Даблин (Северна Каролина)
Даблин (енгл. Dublin) град је у америчкој савезној држави Северна Каролина.

## Демографија
По попису из 2010. године број становника је 338, што је 88 (35,2%) становника више него 2000. године.
| Група             | 2000.       | 2010.       |
| Белци             | 195 (78,0%) | 221 (65,4%) |
| Афроамериканци    | 33 (13,2%)  | 66 (19,5%)  |
| Азијати           | 0 (0,0%)    | 0 (0,0%)    |
| Хиспаноамериканци | 14 (5,6%)   | 37 (10,9%)  |
| Укупно            | 250         | 338         |